# “Doスポーツ”ゾーン
『“Doスポーツ”ゾーン』（ドゥスポーツゾーン）はNHK BS1で2015年4月から設けられるスポーツ実践番組ゾーン。
これまで、BS1で放送してきた、「実践!にっぽん百名山」「ラン×スマ 街の風になれ」「チャリダー★快汗!サイクルクリニック」というスポーツ実践番組をこの土曜日の夕方に集中編成するもの。
また、この番組開始に伴い、『美スポ!スポーツできれいに』も設ける。

## 放送時間
- 「美スポ!スポーツできれいに」土曜17:00-17:30（主に春・冬の時期の放送）
- 「実践!にっぽん百名山」土曜17:00-17:30（主に春・夏・秋の時期の放送）
- 「ラン×スマ 街の風になれ」土曜18:00-18:30
- 「チャリダー★ 快汗!サイクルクリニック」土曜18:30-18:50